# Dienstvergehen
Ein Dienstvergehen (auch Dienstpflichtverletzung genannt) ist eine schuldhafte Verletzung der Dienstpflichten eines Beamten (§ 77 Abs. 1 S. 1 BBG; § 47 Abs. 1 S. 1 BeamtStG), Soldaten (§ 23 Abs. 1 SG), Richters (§ 77 Abs. 1 S. 1 BBG i. V. m. § 46 DRiG), Zivildienstleistenden (§ 58 ZDG) oder Notars (§ 95 BNotO).  
Eine veraltete zusammenfassende Bezeichnung für Dienstvergehen und Amtsdelikte ist Amtsvergehen.

## Beamte und Richter
Beamte und Richter begehen ein Dienstvergehen, wenn sie schuldhaft die ihnen obliegenden Pflichten verletzen (§ 77 Abs. 1 S. 1 BBG; § 47 Abs. 1 S. 1 BeamtStG). Außerhalb des Dienstes ist dieses nur dann ein Dienstvergehen, wenn die Pflichtverletzung nach den Umständen des Einzelfalls in besonderem Maße geeignet ist, das Vertrauen in einer für ihr Amt oder das Ansehen des Beamtentums bedeutsamen Weise zu beeinträchtigen (§ 77 Abs. 1 S. 2 BBG; § 47 Abs. 1 S. 2 BeamtStG).
Bei Ruhestandsbeamten sowie früheren Beamte mit Anspruch auf Versorgungsbezüge oder Altersgeld gilt es als Dienstvergehen, wenn sie sich gegen die freiheitliche demokratische Grundordnung im Sinne des Grundgesetzes betätigen, an Bestrebungen teilnehmen, die darauf abzielen, den Bestand oder die Sicherheit der Bundesrepublik Deutschland zu beeinträchtigen, gegen die Verschwiegenheitspflicht, gegen die Anzeigepflicht oder das Verbot einer Tätigkeit nach Beendigung des Beamtenverhältnisses oder gegen das Verbot der Annahme von Belohnungen, Geschenken und sonstigen Vorteilen verstoßen. Ferner gilt es für diese Personen als Dienstvergehen, wenn sie der Verpflichtung einer erneuten Berufung in das Beamtenverhältnis auf Lebenszeit nicht Folge leisten, zur Wiederherstellung ihrer Dienstfähigkeit nicht an geeigneten und zumutbaren gesundheitlichen und beruflichen Rehabilitationsmaßnahmen teilnehmen oder sich nicht zur Prüfung ihrer Dienstfähigkeit nach Weisung der Behörde ärztlich untersuchen zu lassen. (§ 77 Abs. 2 BBG)

## Soldaten
Ein Soldat begeht ein Dienstvergehen, wenn er schuldhaft seine Pflichten (§§ 7–21 SG) verletzt (§ 23 SG). Bei Art und Maß der Disziplinarmaßnahme sind Eigenart und Schwere des Dienstvergehens und seine Auswirkungen, das Maß der Schuld, die Persönlichkeit, die bisherige Führung und die Beweggründe des Soldaten zu berücksichtigen (§ 38 Abs. 1 WDO). Von einer Disziplinarmaßnahme wird abgesehen, wenn durch die Ermittlungen ein Dienstvergehen nicht festgestellt wird oder der Disziplinarvorgesetzte eine Disziplinarmaßnahme nicht für zulässig oder angebracht hält (§ 36 Abs. 1 WDO).
Ein ehemaliger Soldat kann kein Dienstvergehen begehen. Allerdings gilt es für ihn als Dienstvergehen, wenn er nach seinem Ausscheiden aus dem Wehrdienst seine Pflicht zur Verschwiegenheit verletzt oder gegen das Verbot verstößt, Belohnungen oder Geschenke anzunehmen oder eine Tätigkeit nach dem Ausscheiden aus dem Wehrdienst (§ 20a SG) nicht anzeigt oder entgegen einem Verbot ausübt (§ 23 Abs. 2 Nr. 1 SG). Des Weiteren gilt es als Dienstvergehen, wenn sich ein Offizier oder Unteroffizier nach seinem Ausscheiden aus dem Wehrdienst gegen die freiheitliche demokratische Grundordnung im Sinne des Grundgesetzes betätigt oder durch unwürdiges Verhalten nicht der Achtung und dem Vertrauen gerecht wird, die für seine Wiederverwendung als Vorgesetzter erforderlich sind (§ 23 Abs. 2 Nr. 2 SG). Letztlich gilt als Dienstvergehen auch, wenn ein Berufssoldat nach Eintritt oder Versetzung in den Ruhestand einer erneuten Berufung in das Dienstverhältnis nicht nachkommt (§ 23 Abs. 2 Nr. 3 SG).

## Notare
Die Regelungen zum Dienstvergehen und dem Disziplinarverfahren der Notare finden sich in §§ 95–110a BNotO.

## Zivildienstleistende
Ein Zivildienstleistender begeht ein Dienstvergehen, wenn er schuldhaft seine Pflichten verletzt (§ 58 ZDG) (wegen Aussetzung der Wehrpflicht 2011 nur noch im Spannungs- und Verteidigungsfall relevant). Dienstvergehen können durch Disziplinarmaßnahmen geahndet werden (§ 58a Abs. 1 ZDG). Der zuständige Disziplinarvorgesetzte bestimmt nach pflichtgemäßem Ermessen, ob und wie wegen eines Dienstvergehens nach dem Zivildienstgesetz einzuschreiten ist (§ 58a Abs. 2 S. 1 ZDG). Er hat dabei auch das gesamte dienstliche und außerdienstliche Verhalten zu berücksichtigen (§ 58a Abs. 2 S. 2 ZDG).

## Rechtsfolgen
Die Regeln zu Rechenschaft und Disziplinierung deutscher Beamter lassen sich in drei Gruppen aufteilen: Disziplinar-, Schadensersatz- und Strafrecht.

### Disziplinarrecht
Bei Verdacht eines Dienstvergehens hat der Dienst- bzw. Disziplinarvorgesetzte die Pflicht, ein Disziplinarverfahren einzuleiten. Das Dienstvergehen gehört zum materiellen Disziplinarrecht.
Auch außerdienstliche Pflichtverletzungen lösen unter bestimmten Voraussetzungen ein disziplinarrechtliches Sanktionsbedürfnis aus (§ 77 Abs. 1 S. 2 BBG; § 47 Abs. 1 S. 2 BeamtStG).

### Schadensersatz
Ein Beamter hat für den Fall, dass er vorsätzlich oder grob fahrlässig seine ihm obliegenden Pflichten verletzt, dem betroffenen Dienstherrn den daraus entstehenden Schaden zu ersetzen (§ 75 Abs. 1 BBG, § 24 Abs. 1 S. 1 SG; § 46 DRiG). § 75 BBG regelt abschließend die vermögensrechtliche Haftung im Innenverhältnis.
In Schadensfällen aus der Ausübung eines öffentlichen Amtes trifft die Haftung nach außen gegenüber Dritten gemäß § 839 des Bürgerlichen Gesetzbuches (BGB) in Verbindung mit Art. 34 des Grundgesetzes (GG) grundsätzlich den Dienstherrn, in dessen Diensten der Beamte steht. Die Eigenart der Amtshaftung besteht darin, dass die durch § 839 BGB begründete persönliche Haftung des Beamten auf den Staat übergeleitet wird.

### Strafrecht
Geschützte Rechtsgüter der strafbaren Amtsdelikte sind die Ordnungsmäßigkeit der Amtsführung und das dementsprechende Vertrauen der Öffentlichkeit. Sie können anders als Dienstvergehen deshalb nur in Ausübung des Dienstes begangen werden. 

## Vereinigte Staaten von Amerika
Der Präsident, der Vizepräsident und alle Zivilbeamten des Bundes können nach der Verfassung der Vereinigten Staaten von Amerika ihres Amtes enthoben bzw. aus dem Dienst entfernt werden, wenn sie wegen Verrats (Treason), Bestechung (Bribery) oder anderer Verbrechen und Vergehen (other high Crimes and Misdemeanors) unter Amtsanklage gestellt und für schuldig befunden worden sind. Sie können auch vom passiven Wahlrecht ausgeschlossen werden.
In der Auslegung durch Alexander Hamilton von 1788 fallen unter other high Crimes and Misdemeanors „Vergehen, die sich aus dem Fehlverhalten von Männern in öffentlichen Ämtern oder aus dem Missbrauch oder der Verletzung öffentlichen Vertrauens ergeben.“ Sie seien im Besonderen politische Vergehen, „als sie sich hauptsächlich auf Verstöße beziehen, die unmittelbar gegen die Gesellschaft gerichtet sind.“ Daraus wird von der Mehrheit der Rechtswissenschaft bis heute abgeleitet, dass die Formel nicht nur Gesetzesverstöße umfasst, sondern auch schwerer zu greifende Verfassungsverstöße wie die Korrumpierung des Wahlprozesses und das Untergraben der Demokratie.
Ein Schuldspruch aufgrund einer 2/3-Mehrheit des Senats schließt eine Strafverfolgung und Verurteilung nach den allgemeinen Strafgesetzen nicht aus.